# Universidad de Saint George
La Universidad de San Jorge es una universidad que se encuentra en la capital de la isla caribeña de Granada, conocida principalmente por su facultad de medicina, que recibe una gran cantidad de estudiantes estadounidenses.
El peligro que corrían una gran cantidad de estudiantes estadounidenses fue la razón por la cual el Presidente de los Estados Unidos Ronald Reagan autorizó la invasión liderada por Estados Unidos a tierras granadinas en octubre de 1983, después de la caída de Maurice Bishop, un líder de izquierdas muy popular, por una facción más izquierdista con tratos con Cuba. Los oponentes de Reagan afirmaron que los estudiantes de medicina eran tan sólo un pretexto para poder llevar a cabo la invasión. De cualquier forma, se llevaron a cabo unas elecciones, que establecieron un gobierno pro USA. La operación llevada a cabo en la universidad acabó con la vuelta de bastantes estudiantes "rescatados".
- Datos: Q7588178
- Multimedia: St. George's University / Q7588178